# インフラ型組織
インフラ型組織（いんふらがたそしき）とは、伝統的な組織のように個人を抱え込むのではなく、個人の活動をサポートするような組織のことをいう。

## 概念
インフラ型組織を提唱した太田肇によると、上記のような「組織の役割は一般社会における道路網、情報通信ネットワーク、教育施設など、いわゆるインフラストラクチャー(下部構造、基盤)の機能に類似している。したがって、このような組織を「インフラ型組織」 (infrastructural organization)と呼ぶことができる」。「官僚制組織や有機的組織では、組織が自ら環境に適応するのが原則であるのに対し、インフラ型組織では個人が主体となって環境に適応し、組織はそれを支援する。そのため官僚制組織や有機的組織に比べると、役割が限定されたシンプルな構造になる」。

## 特徴と類型
インフラ型組織の主な特徴としては、つぎの５つがあげられている。
1. 組織に対する強いコミットメントや一体化が要求されないこと。
2. 移動の障害が少ないオープンな組織であること。
3. 専門とする仕事の継続、ならびに仕事上必要な権限や自律性が制度として保障されていること。
4. 仕事を支援する体制が整っていること。
5. 個人間、あるいは部門間の調整が行われること。

　また類型としては、つぎの５タイプがあげられている(同上)。
1. プロフェッショナル支援組織。
2. 事業活動支援組織。
3. 中核人材支援組織。
4. エキスパート支援組織。
5. 奉仕活動支援組織。

## 企業の具体例
2024年時点におけるインフラ型組織の成功例としては、リクルート、サイボウズ、エンファクトリーなどがあげられている。